# Heptapterus tapanahoniensis
Heptapterus tapanahoniensis är en fiskart som beskrevs av Mees, 1967. Heptapterus tapanahoniensis ingår i släktet Heptapterus och familjen Heptapteridae. Inga underarter finns listade i Catalogue of Life.